# Пунакха

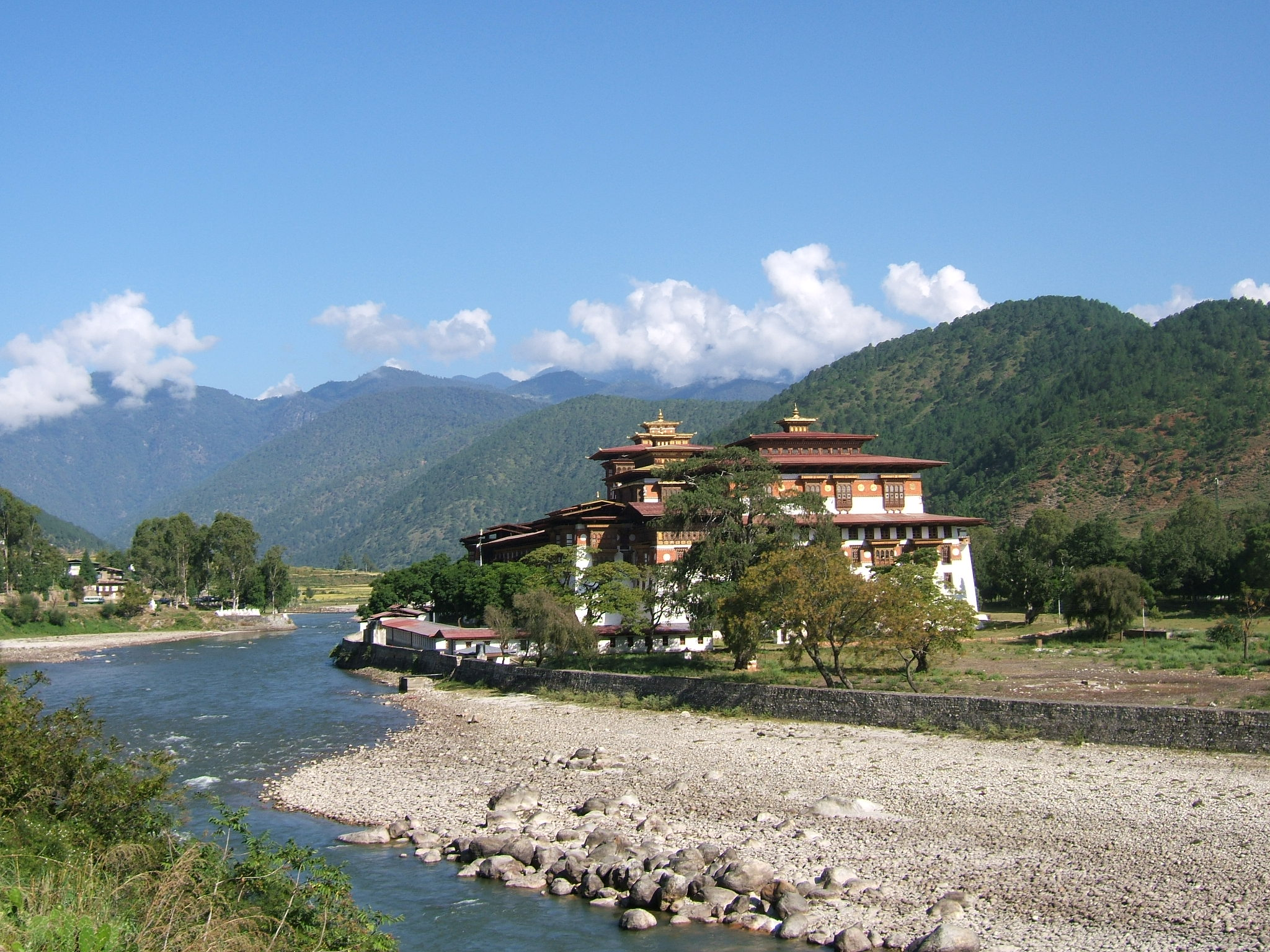
Пунакха-дзонг и долина Пунакха

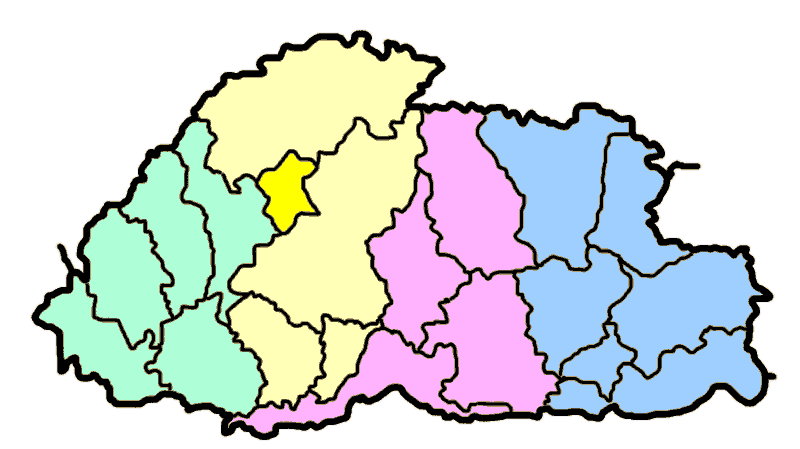
Местоположение дзонгхага Пунакха в Бутане

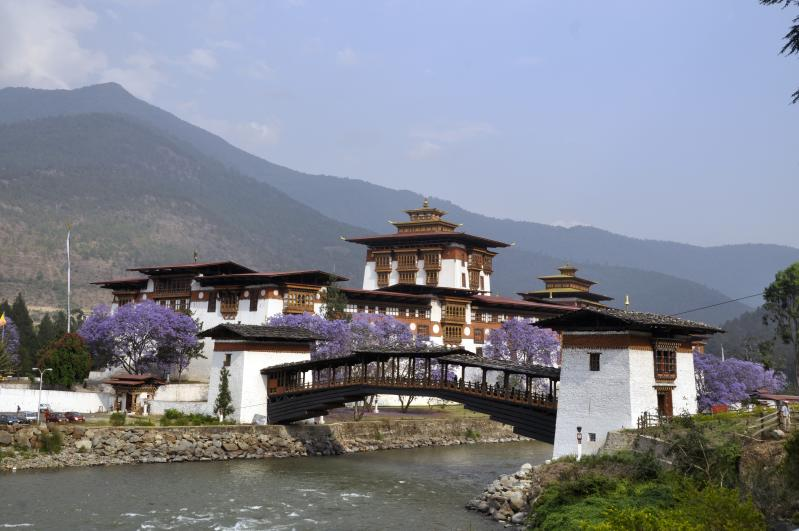
Консольный мост через реку Мо-Чу обеспечивает доступ в Пунакха-дзонг

Пунакха (дзонг-кэ སྤུ་ན་ཁ་, англ. Punakha) — город в Бутане, административный центр одноимённого дзонгхага. До 1955 года Пунакха являлся столицей Бутана и местом расположения правительства. Город расположен примерно в 72 км к северо-востоку от Тхимпху, столицы страны; поездка на автомобиле занимает около трёх часов. В отличие от Тхимпху, в Пунакхе относительно тёплая зима и жаркое лето. Город находится на высоте около 1242 метров над уровнем моря. Основной сельскохозяйственной культурой в долинах рек Пхо-Чу и Мо-Чу является рис. Официальным языком и языком большинства населения является дзонг-кэ. Город небольшой, его основная часть сложилась вокруг величественной крепости-монастыря Пунакха-дзонг, имеющей огромное культурно-историческое значение.

## История
Центральное место в истории Пунакхи занимает дзонг Пунакха, официально известный как Пунгтанг Деваченпо Пходранг (дзонг-кэ སྤུང་ཐང་བདེ་བ་ཆེན་པོའི་ཕོ་བྲང་, что означает «Дворец великого счастья»). Он был построен по приказу основателя бутанского государства Шабдрунга Нгаванга Намгьяла в 1637 году зопоном Туеби Зао Балипом; считается, что строительство было завершено в течение двух лет. Дзонг является одним из самых красивых и значимых в Бутане.
С давних времён Пунакха-дзонг являлся столицей исторической провинции Пунакха. На протяжении длительного времени Пунакха был столицей всего Бутана, а также зимней резиденцией короля. В настоящее время дзонг остаётся зимней резиденцией Дже Кхемпо — главы бутанского буддизма, который вместе с примерно 300 монахами перемещается сюда на холодные зимние месяцы из-за более тёплого климата долины Пунакхи. В дзонге также располагается администрация дзонгхага Пунакха.
В дзонге хранятся самые священные реликвии южной школы Друкпа Кагью, включая Рангджунг Касарпани (самопроявленный образ Авалокитешвары), а также священные останки Шабдрунга Нгаванга Намгьяла и тертона Пемы Лингпа.
10 декабря 1907 года в Пунакха-дзонге состоялась коронация Угьена Вангчука как первого наследного короля Бутана. 8 января 1910 года здесь был подписан договор в Пунакхе, согласно которому Британия обязалась не вмешиваться во внутренние дела Бутана, а Бутан согласился следовать советам Британии во внешней политике.
Дзонг неоднократно страдал от разрушений: пожары случались в 1780, 1789, 1802, 1831, 1849 и 1986 годах. Также он был повреждён сильным землетрясением 1897 года и наводнением в 1994 году. Из-за своего расположения на слиянии рек Пхо-Чу и Мо-Чу, дзонг уязвим для прорывных паводков, вызванных таянием ледниковых озёр. Ущерб от таких паводков был зафиксирован в 1957, 1960 и 1994 годах. В марте 2010 года были начаты работы по углублению русел рек и укреплению берегов для защиты дзонга от будущих наводнений.

## География
Город Пунакха расположен в западной части Бутана, в плодородной долине на высоте около 1242 метров над уровнем моря. Ключевой особенностью его географического положения является слияние двух крупных рек — Пхо-Чу (мужская река) и Мо-Чу (женская река). Эти реки, объединяясь, формируют реку Санкош, которая далее течёт на юг через Бутан в Индию.

## Климат
Климат в Пунакхе субтропический муссонный, с тёплой зимой и жарким, влажным летом, что отличает его от более высокогорного Тхимпху. Среднегодовая температура составляет около 19,3 °C. Наибольшее количество осадков выпадает в летние месяцы (июнь-август).
| Показатель              | Янв. | Фев. | Март | Апр. | Май  | Июнь | Июль | Авг. | Сен. | Окт. | Нояб. | Дек. | Год  |
| ----------------------- | ---- | ---- | ---- | ---- | ---- | ---- | ---- | ---- | ---- | ---- | ----- | ---- | ---- |
| Средняя температура, °C | 12,3 | 14,3 | 17,6 | 20,6 | 23,1 | 25,2 | 25,8 | 25,5 | 24,4 | 22,0 | 17,7  | 13,8 | 20,2 |

## Экономика и сельское хозяйство
Долина Пунакха известна в Бутане как один из главных центров рисоводства. Вдоль плодородных берегов рек Пхо-Чу и Мо-Чу выращивают как красный, так и белый рис. Типичные деревни в окрестностях Пунакхи, такие, как Рица (что означает «у подножия холма»), состоят из домов, построенных из утрамбованной глины с каменными фундаментами, обычно двухэтажных. Вокруг домов располагаются сады и заливные рисовые поля. В садах также выращивают фруктовые деревья, такие как апельсины и папайя. В последние годы сельскохозяйственные работы частично механизированы, всё чаще используются мотоблоки вместо быков для вспашки полей. Этот регион часто называют «рисовой чашей» Бутана из-за обилия урожаев риса.

## Транспорт
Город Пунакха расположен примерно в 72 км к северо-востоку от Тхимпху (около 3 часов езды на автомобиле). Через город проходит основная автомобильная дорога, соединяющая его с Вангди-Пходранг на юге и ведущая далее на север в сторону дзонгхага Гаса. Расстояние до международного аэропорта Паро по прямой составляет около 50 км, однако автомобильный маршрут через Тхимпху значительно длиннее. Из Тхимпху в Пунакху регулярно курсируют автобусы и такси.

## Достопримечательности
- Пунакха-дзонг (Пунгтанг Деваченпо Пходранг) — главная достопримечательность города и один из важнейших культурных, религиозных и исторических центров Бутана. Подробное описание см. в разделе История.
- Консольный мост Базам — традиционный деревянный крытый консольный мост через реку Мо-Чу, ведущий в Пунакха-дзонг. Первоначальный мост, построенный вместе с дзонгом в XVII веке, был смыт наводнением в 1957 или 1958 году. Нынешний мост был восстановлен в традиционном бутанском стиле в 2006–2008 годах при поддержке Германии; длина его свободного пролёта составляет 55 метров[11].

## Культура и фестивали
- Пунакха Дромче (дзонг-кэ སྤུ་ན་ཁ་གྲུབ་མཆོད་) — важный ежегодный фестиваль, который проводится на территории Пунакха-дзонга обычно в феврале или марте, в первый месяц бутанского лунного календаря. Праздник посвящён Шабдрунгу Нгавангу Намгьялу и включает в себя ритуальные танцы, театрализованные представления, воссоздающие сцены сражений XVII века между бутанцами и тибетцами, а также демонстрацию воинского мастерства[12].